# جيمس كاربنتر (لاعب كرة قدم أمريكية)
جيمس كاربنتر (بالإنجليزية: James Carpenter)‏ هو لاعب كرة قدم أمريكية أمريكي، ولد في 22 مارس 1989 في أوغستا في الولايات المتحدة.

## وصلات خارجية
- جيمس كاربنتر على موقع إي إس بي إن.كوم (أن.أف.أل)3
- جيمس كاربنتر على موقع مرجع كرة القدم المحترفة.كوم (الإنجليزية)